# Robert Valberg
Robert Valberg (28 de abril de 1884 - 15 de octubre de 1955) fue un actor teatral y cinematográfico austriaco.

## Biografía
Su verdadero nombre era Robert von Dirr, y nació en Viena, Austria. Inició su carrera en los escenarios en 1902 actuando en el Stadttheater de Opava, trabajando en 1903 en Salzburgo y en 1904 en Viena, en el Raimund-Theater. Posteriormente actuó en otros teatros vieneses, como el Volkstheater, donde en 1938, bajo la dirección de Walter Bruno Iltz, entre otros, en la obra de Schiller "Los bandidos".
Valberg actuó por vez primera para el cine en 1914, participando en tres filmes dirigidos por Richard Oswald. En 1920 trabajó en "Martin Schalanters letzter Gang. Eine Elterntragödie", film rodado por Richard Oswald a partir del drama de Ludwig Anzengruber "Das vierte Gebot". En los años 1920 continuó su carrera cinematográfica en Austria, rodando en 1921 el drama histórico Der Rosenkreuzer, en el cual encarnaba a den Kaiser José II de Habsburgo. En 1924 y 1926 fue Alfred Redl en dos películas, Oberst Redl y Brandstifter Europas.
Con la llegada del cine sonoro Valberg recibió pocas obertas cinematográficas, aunque a mediados de los años 1930 actuó con mayor frecuencia, aunque por lo general interpretaba pequeños papeles de carácter. Como actor teatral en esos años actuó principalmente en el Theater in der Josefstadt.
Durante la época nazi, Valberg fue director del Reichstheaterkammer y del Consejo Asesor de Cultura del Ayuntamiento de Viena. En 1941 fue también director del Stadttheater de Viena y, hacia el final de la Segunda Guerra Mundial, dirigió el Bürgertheater de dicha ciudad.
Robert Valberg falleció en Viena, Austria, en 1955.

## Filmografía
| - 1914: Iwan Koschula - 1914: Lache, Bajazzo - 1914: Ein Wiedersehen in Feindesland - 1920: Die kleine Herzogin - 1921: Der Rosenkreuzer - 1922: Die Schuldigen - 1922: Das Geld auf der Straße - 1924: Ssanin - 1924: Oberst Redl - 1925: Ein Walzer von Strauß - 1926: Der Feldherrnhügel - 1926: Brandstifter Europas - 1927: Das Mädchen ohne Heimat - 1927: Der Rastelbinder - 1927: Seine Hoheit, der Eintänzer - 1933: Abenteuer am Lido - 1933: Unser Kaiser - 1934: Frasquita - 1935: … nur ein Komödiant - 1935: Die Pompadour - 1936: Blumen aus Nizza - 1936: Die Leuchter des Kaisers | - 1936: Die Liebe des Maharadscha - 1936: Opernring - 1936: Schatten der Vergangenheit - 1936: Seine Tochter ist der Peter - 1936: Der Weg des Herzens - 1936: Wo die Lerche singt - 1937: Premiere - 1937: Romanze - 1937: Zauber der Bohème - 1937: Pat und Patachon im Paradies - 1938: Immer wenn ich glücklich bin...! - 1938: Prinzessin Sissy - 1938: Die unruhigen Mädchen - 1938: Spiegel des Lebens - 1939: Eine Frau für drei - 1939: Hochzeitsreise zu dritt - 1939: Hotel Sacher - 1939: Ich bin Sebastian Ott - 1939: Marguerite: 3 - 1940: Sieben Jahre Pech - 1951: Maria Theresia - 1953: Hab’ ich nur Deine Liebe |